# Masa de maíz
La masa de maíz es una masa elaborada a partir de amasar harina de maíz nixtamalizado con agua, un poco de sal y a veces aceite o manteca. Se utiliza en multitud de platos en toda América Latina, especialmente en México y Guatemala, en donde en ambos países es originario el maíz y donde se considera un alimento básico. Es la base para cocinar tortillas de maíz, gorditas, tamales, pupusas y muchos otros platillos. También se usa como agente espesante para caldos y sopas, como en el chilpachole. 
Cuando se cocina el maíz con cal apagada y revienta, se denomina puzcua o puscua. Con ello se puede hacer atole de puzcua. No confundir la masa de maíz con la «Maseca», que es una marca comercial de harina de maíz para hacer masa (marca vulgarizada).

## Preparación
Para elaborar la masa es necesaria harina de maíz, que se puede comprar ya molida o hacerse en casa. Para la receta casera, se cuecen los granos secos de maíz en agua con cal (particularmente cal apagada, que es hidróxido de calcio) o ceniza de madera, proceso que se denomina «nixtamalización» (del náhuatl, nextli «ceniza» y tamalli «masa cocida»). El maíz que ha reventado se denomina puzcua o puscua, y el agua sobrante que resulta de la nixtamalización se conoce como nejayote o nijayote (del náhuatl nexayotl; nextli «ceniza» y ayotl «caldo»). Tras esto, se deja reposar en agua toda la noche, y al día siguiente se enjuaga a fondo para eliminar el sabor desagradable del álcali. 
En algunos hogares, se le agrega sal y/o un poco más de cal a la masa. De esta manera, la masa se torna amarillenta y se alarga su vida útil. Cuando este efecto de la cal ha pasado, la masa se torna blanquecina de nuevo.

### Cambios químicos
La cal y la ceniza son altamente alcalinos: la alcalinidad ayuda a la disolución de la hemicelulosa, una biomolécula de las paredes celulares del maíz cuya función es comparable a la de un pegamento, puesto que le da el efecto aglutinante y pegajoso a la masa, además de suavizar la cáscara del maíz. Parte del aceite del maíz se descompone en agentes emulsionantes (monoglicéridos y diglicéridos), mientras que también se facilita la unión de las proteínas de maíz entre sí. El calcio divalente en la cal actúa como un agente de reticulación para las cadenas laterales ácidas de proteínas y polisacáridos.
Estos cambios químicos permiten la formación de masa y también permiten que el tracto digestivo absorba el nutriente niacina. Por el contrario, una harina de maíz sin tratar no podría formar la masa al agregarle agua, y en una dieta que dependa en gran medida de su consumo, esto puede ser un factor de riesgo que provoque pelagra.

## Usos
Productos que tienen la masa de maíz como ingrediente:
- Arepa
- Atápacua
- Atole
- Bolitas de masa, testales o chochoyotes
- Bollo (envuelto)
- Chalupas
- Champurrado
- Chilpachole
- Coricos
- Corundas
- Gorditas
- Gorditas de horno
- Pan de maíz
- Hallaca
- Huatape
- Humita
- Panuchos
- Quixquihuitl
- Sopes
- Tamales
- Tesmole
- Tlacoyo
- Tortillas de maíz
- Totopos

## Variantes locales
Este artículo se centra en la masa de maíz usada en la gastronomía de México, que es el país con mayor tradición de uso de este producto. No obstante, el maíz es un producto que, tras el descubrimiento de América, se ha importado a otros países y se ha naturalizado en sus respectivas tradiciones culinarias. Los grupos humanos que adoptaron el maíz como alimento, principalmente África, norte de Italia y sur de los Estados Unidos, no recibieron la tecnología de la nixtamalización, lo que se traduce en deficiencias de niacina y calcio.

### Banku
En Ghana, especialmente entre los pueblos ewé, fante y ga al sur del país, se considera un alimento básico el banku, una masa de harina de maíz mezclada con harina de yuca. El maíz se introdujo en el occidente africano por comerciantes portugueses durante el siglo XVI, y en la actualidad el banku es uno de los platos nacionales de Ghana. No se nixtamaliza, sino que se muelen los granos de maíz junto con la yuca pelada y luego se deja reposar de dos a cinco días para que la masa fermente, lo que le confiere un sabor agrio. El kenkey y el akple, hechos de masa de maíz fermentada, son en esencia la misma preparación.

### Grits
En los Estados Unidos también existe mucha tradición maicera, especialmente en la gastronomía del sur de los Estados Unidos. En la cocina sureña, el maíz se nixtamaliza con sosa cáustica (hidróxido de sodio) o cal apagada (hidróxido de calcio) para obtener el nixtamal, llamado en inglés hominy (pronunciación en inglés: /ˈhɑməni/). Este producto se muele fino para hacer harina (corn flour), o bien se muele grueso para hacer sémola (cornmeal). Este proceso fue adoptado de los indios creek (muscoguis), que ya lo consumían en época precolonial. La sémola de maíz se hierve para elaborar los famosos grits, que pueden ser dulces o salados y se comen solos o como guarnición (por ejemplo, para el shrimp and grits).

### Masa de millo
Mientras que en el resto de España, el maíz sigue considerándose como un alimento ajeno, en Galicia, región al norte del país, este producto se ha integrado completamente en su gastronomía tradicional. Fue el primer lugar de Europa donde se plantó maíz (en 1604), y la región española que más tierras dedica a su producción, un 68% del total nacional (2010). Se usa la fariña de millo (harina de maíz) para elaborar las típicas empanadas gallegas.
A diferencia de México, en Galicia no se nixtamaliza la harina. En cambio, es muy común que se mezcle con harina de trigo y/o de centeno, que se añada levadura para fermentar.

### Polentay variantes
La polenta, llamada en los Balcanes kačamak, en Hungría pulicka y en Rumanía mămăligă, es una preparación típica del centro de Europa que consiste en harina de maíz, o más bien, sémola de maíz, hervida en agua y servida caliente a modo de gachas. Especialmente en el norte de Italia, se considera un alimento básico.

## Masa de maíz y pelagra
El consumo de masa de maíz no-nixtamalizada impide la correcta absorción de la niacina, y la falta de niacina provoca pelagra. Esta enfermedad fue diagnosticada por primera vez por un doctor en Asturias en 1735. El maíz había sido introducido en ciertas zonas de Europa para suplir la dieta de la gente pobre de las áreas rurales. Lo que no se importaron fueron las formas indias-americanas para prepararlo. Las epidemias de pelagra fueron comunes en el norte de Italia y España (de hecho, la última gran oleada de pelagra en España ocurrió durante la Guerra Civil). En un principio los médicos especularon diversos motivos para la pelagra: el clima, una dieta anómala, predisposición genética, etc. 
Recientes estudios han observado también que la nixtamalización reduce hasta en un 80% el contenido de fumosinas en el alimento, una micotoxina relacionada con el cáncer. La pelagra causó estragos entre los agricultores pobres del sur de los Estados Unidos, también en Egipto, India y Tanzania, y a día de hoy, sigue siendo un serio problema en algunas comunidades rurales de África donde se ha introducido el maíz pero no la nixtamalización. No sorprende, pues, que en México y Centroamérica, la incidencia de pelagra es mínima, a pesar de que la dieta mesoamericana se basa en este cereal.  

## Nota
1. ↑  Una de las características fundamentales de una masa es que sea «pegajosa»/«glutinosa». En el caso de la masa de harina de trigo, está función la cumple el gluten, conjunto de proteína que el trigo, la cebada, el centeno y algunas variedadades de avena poseen naturalmente, pero el maíz no. Por eso es necesario nixtamalizar los granos del maíz.
El gluten es tóxico para ciertas personas con celiaquía, sensibilidad al gluten no celíaca o trastornos neurológicos. La masa de maíz es apta para estas personas ya que no contiene gluten.